# Cofradía de Guadalupe
Cofradía de Guadalupe är en ort i Mexiko.   Den ligger i kommunen Tuxpan och delstaten Michoacán de Ocampo, i den södra delen av landet, 140 km väster om huvudstaden Mexico City. Cofradía de Guadalupe ligger 1 801 meter över havet och antalet invånare är 354.
Terrängen runt Cofradía de Guadalupe är huvudsakligen kuperad. Cofradía de Guadalupe ligger nere i en dal. Runt Cofradía de Guadalupe är det ganska tätbefolkat, med 160 invånare per kvadratkilometer. Närmaste större samhälle är Heróica Zitácuaro, 18,6 km sydost om Cofradía de Guadalupe. I omgivningarna runt Cofradía de Guadalupe växer huvudsakligen savannskog.